# JR貨物コキ71形貨車
JR貨物コキ71形貨車（JRかもつコキ71がたかしゃ）は、日本貨物鉄道（JR貨物）が乗用車との複合輸送用として1994年（平成6年）から製作した貨車（コンテナ車）である。

## 概要
乗用車の鉄道輸送は、国鉄時代から車運車ク5000形などによる車扱貨物として対応されてきたが、輸送の高速化、および制輪子や集電装置から発生する鉄粉や粉塵、動物などとの衝突に伴う飛散物による積荷汚損防止の観点から、JR移行直前には乗用車専用コンテナが開発され、自動車メーカー各社は種々の専用コンテナを投入してきた。
乗用車などの物資別適合輸送は、車扱・コンテナのいずれにおいても、輸送設備が特定貨物に特化するため復路は空荷とせざるを得ない欠点が解消されずにいた。
これを受け、先に「低床式多目的車両」として試作されたコキ70形の構造を基本に、低床化で得られる大きな積載可能空間を生かし、往路は乗用車・復路は汎用12 ftコンテナを一両あたり最大4個まで積載可能とした専用コンテナ「カーラック」システムにより、復路の空車を解消した複合輸送対応車両が開発された。これがコキ71形である。
本形式は1994年（平成6年）9月22日に試作車2両 (901,902) 、1997年（平成9年）までに量産車6両 (1 - 6) が川崎重工業で製作された。1996年（平成8年）には貨車としては初めて鉄道友の会よりローレル賞を受賞している。

## 構造
台枠はコンテナ車標準の魚腹形側梁で、コキ70形と同様の低床平床構造である。床面高さは700 mm、車体長は20,350 mmで、車体はコキ70形より若干長い。中間の連結器はボルト留めの半永久連結器とされ、奇数番号車＋偶数番号車の2両を1ユニットとして運用する。

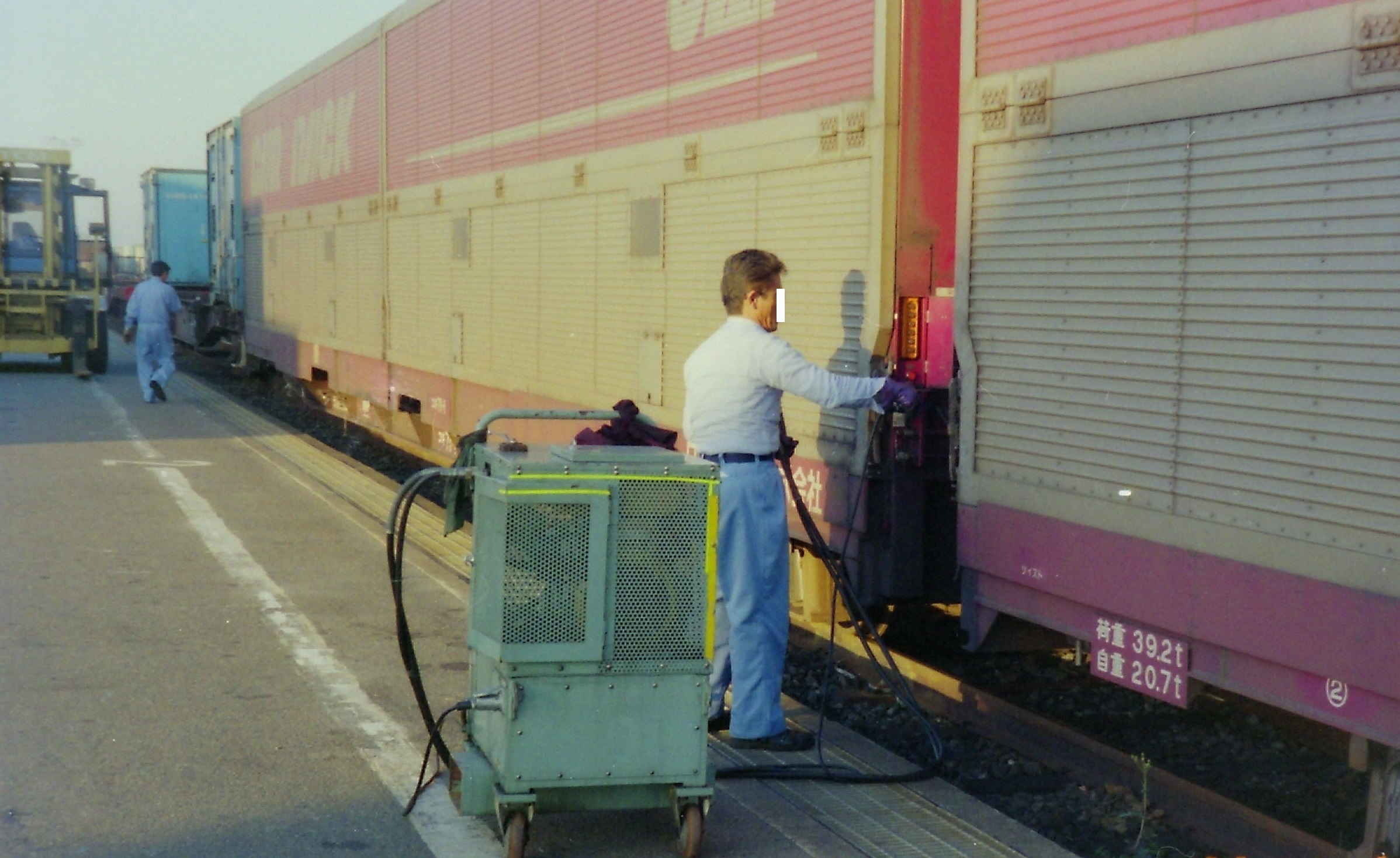
作業員が操作している緑色の箱型機械は、カーラックトレインのウイングトップ式外壁を作動させる為の専用油圧ポンプ装置。

乗用車の汚損防止のため、車体中央で2分割されたウィングトップ式のアルミ製ラックカバーが2組装備され、荷役時には外部から専用の移動式小型油圧ポンプ接続により、上方に開く総開き構造である。専用の30フィート (30 ft) コンテナUM20A形30000番台（カーラック）を2個積載でき、専用のツイストロック式緊締装置を2組装備する。専用コンテナ以外の直接積載は考慮されていない。外部塗色は、車体・ラックカバー上部がコンテナレッド、ラックカバー下部は無塗装である。ラックカバー上部側面に「CAR RACK」のロゴマークを付す。
荷重は39.2 tで、1両あたりの積載能力は、JR 12 ftコンテナが4個、乗用車は8 - 10台である。
台車はコキ70形のFT11形を基本に、軸距を1,800 mmに拡大したボルスタレス式空気ばね台車FT12A形で、シェブロンゴム支持の軸箱装置、ディスクブレーキ装備の基礎ブレーキ機構は共通の仕様である。車体を低床化させるために車輪は一般的に使用されている直径860 mmより大幅に小さい610 mmが採用された。
ブレーキ装置はコキ100系と同様なCLE方式（応荷重式電磁自動空気ブレーキ）を装備し、電磁弁は奇数車に装備する。手ブレーキは留置専用で、ハンドルは台枠側面にある。最高速度は110 km/hである。

カーラックトレイン
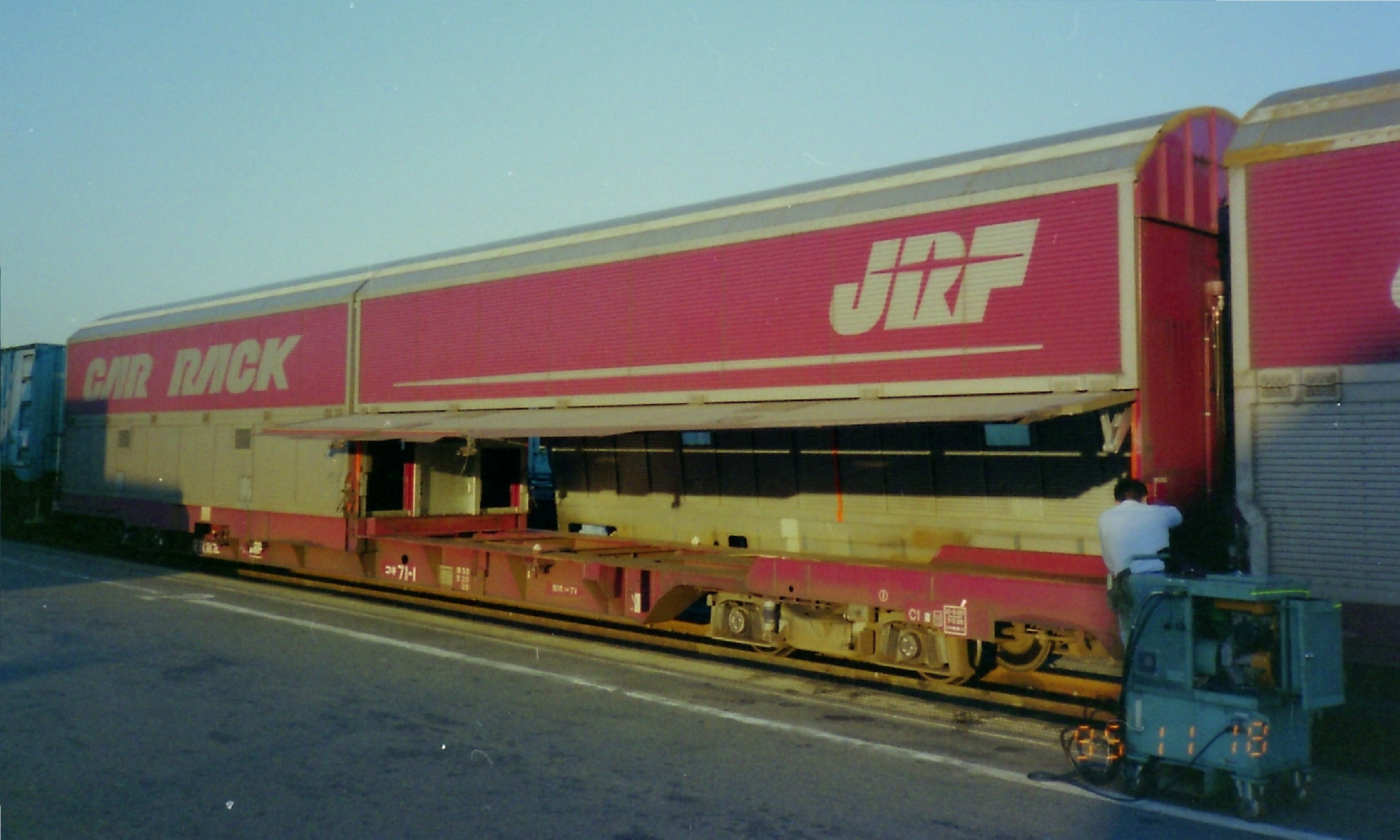
アルミ製のカバーを海苔巻きのように下から細かく、上へと巻き上げて行く。(愛知県／名古屋貨物ターミナル)
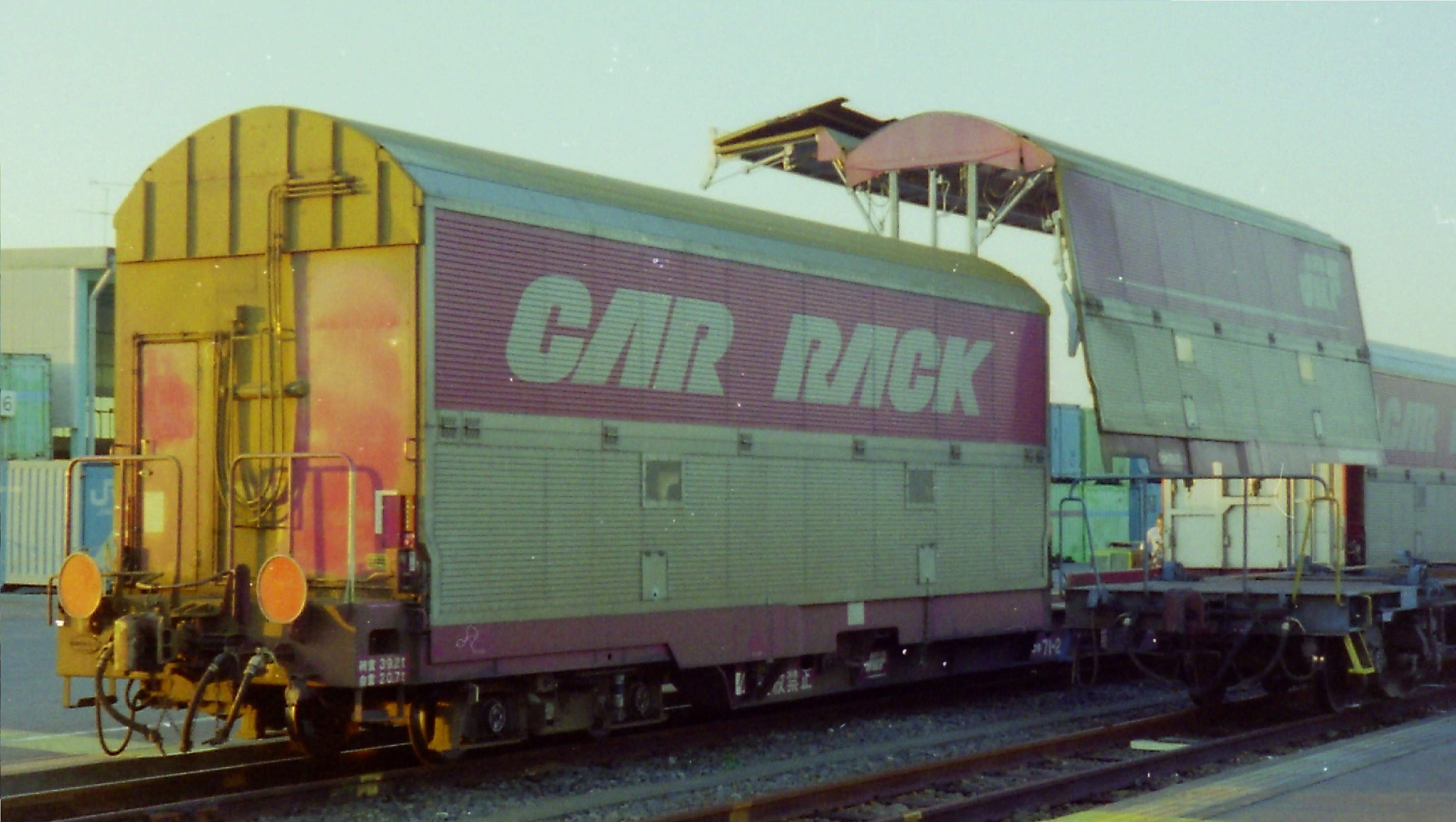
車内の反対側のアルミ製外壁カバーに、ラックコンテナの荷役時に接触しないように、外壁カバーの一部が外側へ膨らむ構造になっている。(愛知県／名古屋貨物ターミナル)
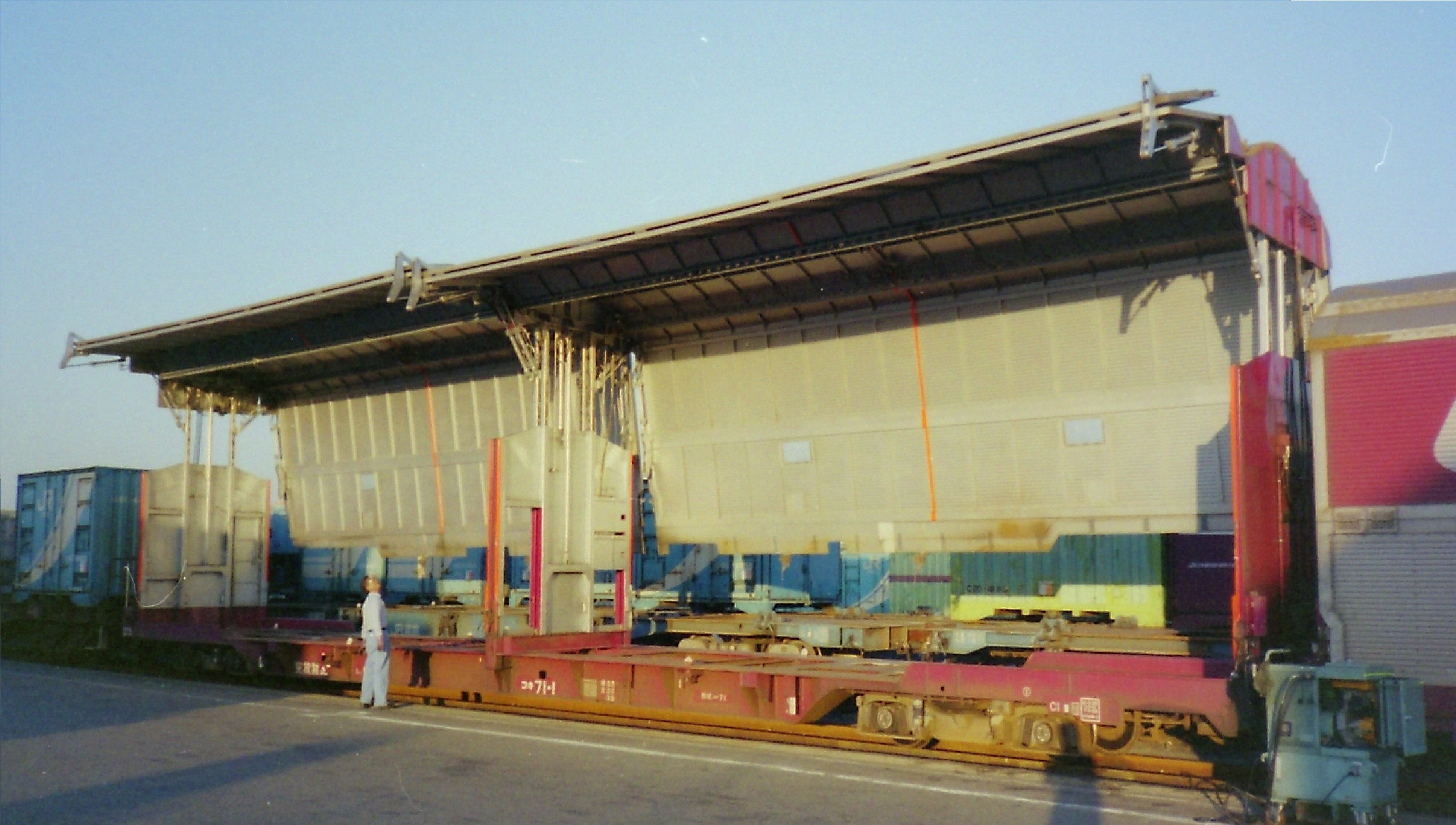
フルオープン状態となった全景。(愛知県／名古屋貨物ターミナル)
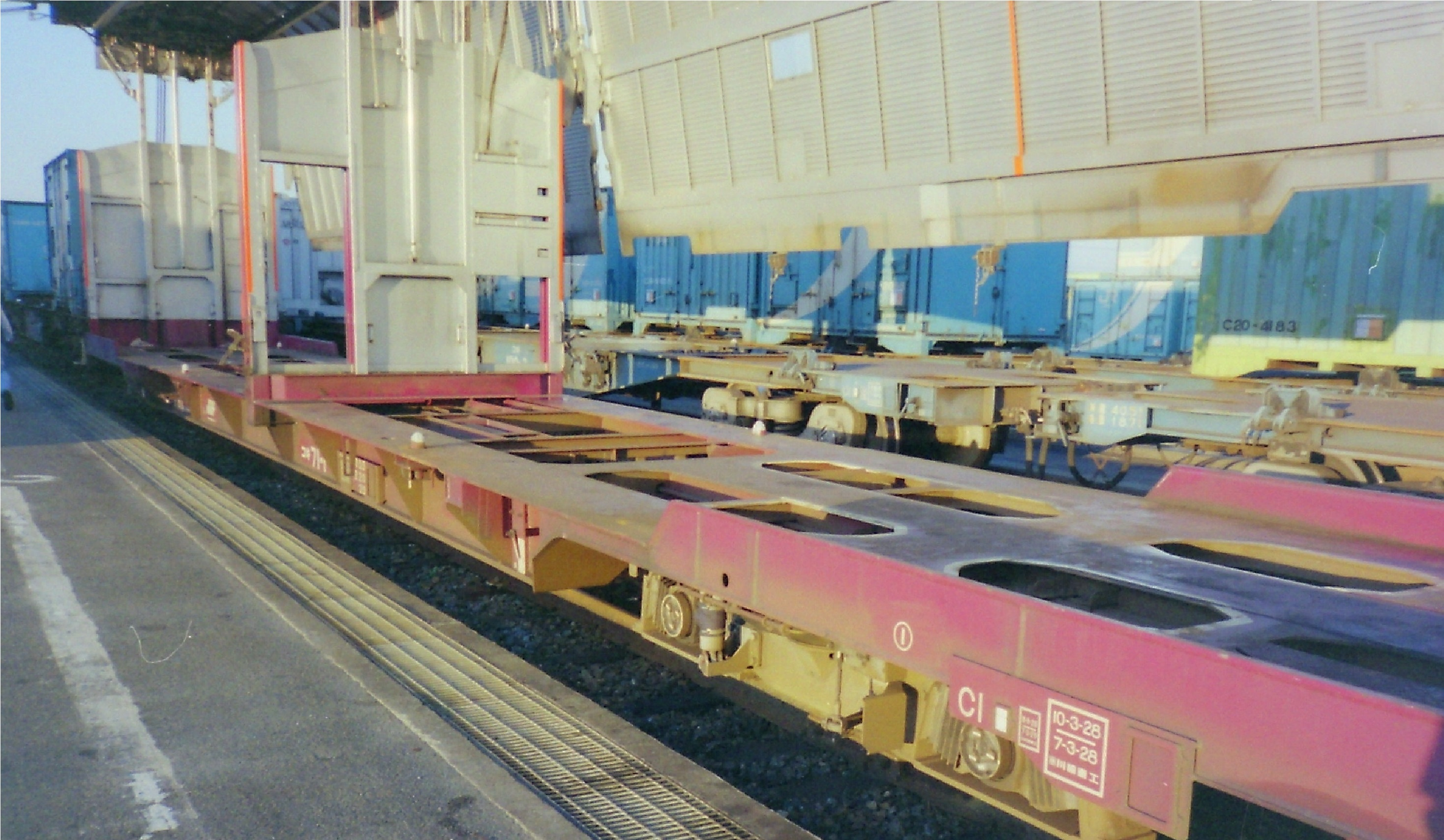
車体床面には、カーラック ・ コンテナ用の20 ft間隔に配置されたツイストロックのみが配置されている。(愛知県／名古屋貨物ターミナル)
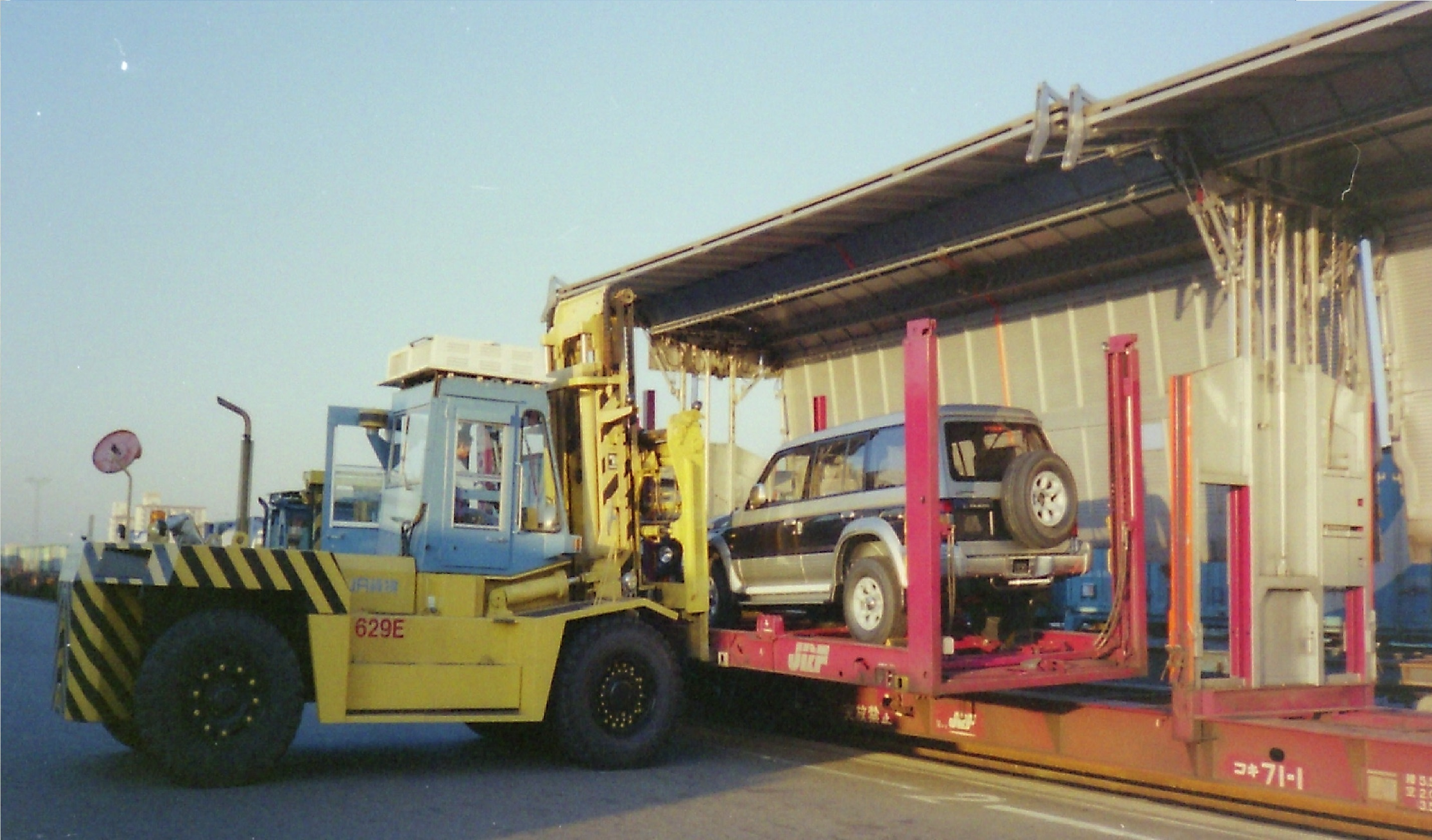
一両当りで30 ft級の専用ラックコンテナを、二個を積載できる。(愛知県／名古屋貨物ターミナル)
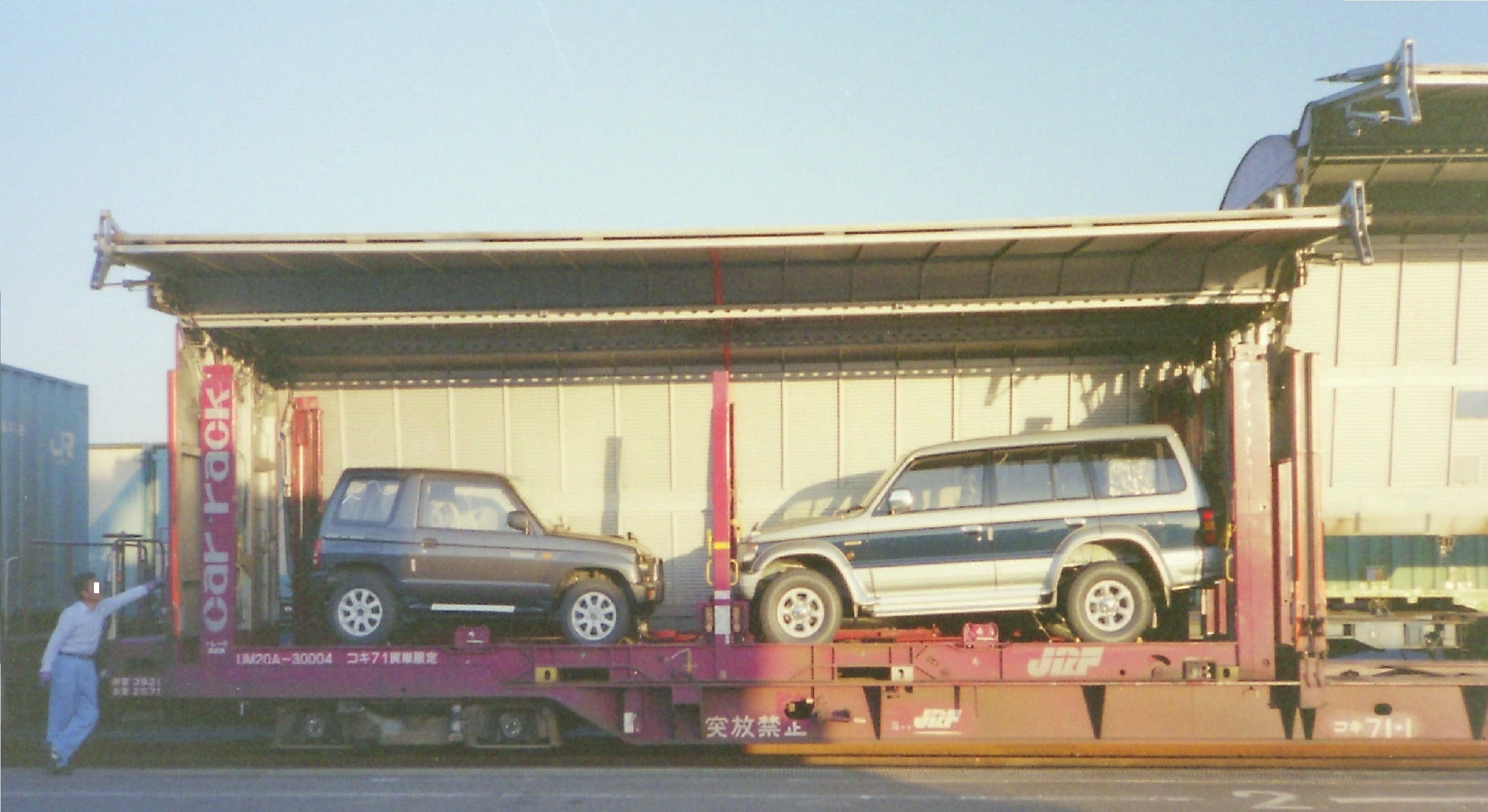
帰り荷となる5 tコンテナと、カーラック ・ コンテナを接続する専用の緊締装置は、各乗用車の中央真下にある赤い出っ張り部分である。(愛知県／名古屋貨物ターミナル)

## 運用

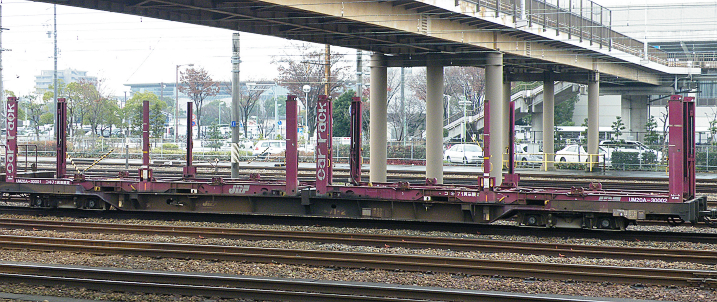
運用廃止となり外壁を全て撤去されて、独特の雰囲気が無くなった笠寺駅に留置中のコキ71形。（2008年）

本形式の専用無蓋コンテナ「カーラック」は1個に乗用車4 ～ 5台を積載する他、JRコンテナ用の緊締装置を装備し、乗用車の積載装置を格納してJR 12 ftコンテナを2個積載できる。
往路は、乗用車を積載した専用の「カーラック ・ コンテナ」を本形式1両につき2個積載し、積荷の汚損防止のためラックカバーを閉じて輸送する。復路は「カーラック ・ コンテナ」内の乗用車を積載する上下二段積み積載装置を底辺床面へ降下して、12 ftコンテナを1両に4個（2個×2個）積載して輸送する。ただし、両端の支柱は固定されているので、海上コンテナのフラット ・ ラック ・ コンテナのように折りたたむ事は一切出来ない。
名古屋貨物ターミナル駅を基点とし、1運用につき1ユニット2両を新潟貨物ターミナル駅・米子駅へのトヨタ自動車製の乗用車輸送に使用していたものの、晩年はカーラックコンテナの構造が複雑で保守費用が嵩むこと、MPVやCUVの普及など積載する乗用車の大型化が進み積載効率が悪化したことなど、複数の問題が発生した。運用終了後は外壁を全て撤去した状態で笠寺・稲沢の各構内で留置された後、2020年11月から同年12月に笠寺駅構内で4両ずつ解体されたため、現存しない。